# 交響曲第1番 (オネゲル)
交響曲第1番（Symphonie n°1 ）は、アルテュール・オネゲルが作曲した5曲の交響曲のうちの1曲である。

## 作曲の経緯
ボストン交響楽団の創立50周年記念として、セルゲイ・クーセヴィツキーの依頼を受ける。1929年から1930年にかけて作曲され、翌1931年2月13日にクーセヴィツキー指揮ボストン交響楽団によって初演された。

## 楽器編成
フルート2、オーボエ1、イングリッシュホルン、クラリネット2、バスクラリネット、ファゴット2、コントラファゴット、ホルン4、トランペット3、トロンボーン3、チューバ、バスドラム、弦5部。

## 楽曲の構成
第1楽章
アレグロ・マルカート (Allegro marcato)、2/2拍子。展開部を欠く自由なソナタ形式。
第2楽章
アダージョ (Adagio)、4/4拍子。
第3楽章
プレスト (Presto)、6/8拍子。